# Pseudolarentia dulcis
Pseudolarentia dulcis är en fjärilsart som beskrevs av Butler 1879. Pseudolarentia dulcis ingår i släktet Pseudolarentia och familjen mätare. Inga underarter finns listade.